# CHAPO
CHAPO est une nouvelle de science-fiction de Jean-Pierre Andrevon, publiée en 1996. Cette nouvelle est à la fois dramatique et sarcastique.

## Signification du titre
Le sigle ou acronyme « CHAPO » est cité de manière incidente dans le récit.
L'acronyme est sous-entendu quand le responsable de l'immeuble vient sermonner Jorgus après qu'il a tout cassé dans son module : « Vous faites subir à votre Cellule Habitable Autonome Protégée Organiquement des dommages dont vous êtes… ».

## Publications
La nouvelle a notamment été publiée en langue française dans :
- Manuscrit d'un roman de SF trouvé dans une poubelle, éd. Encrage, coll. Lettres Science-Fiction no 5, octobre 1996 ;
- Les Passeurs de millénaires, anthologie, Le Livre de poche, 2005.

## Résumé
Dans une ville aseptisée, au XXIIe siècle. La chasse aux animaux non domestiques bat son plein : aucun logement ne doit comprendre la moindre mouche, abeille, araignée, le moindre cafard, etc. Alors on a créé des robots chargés de faire une chasse impitoyable à ces animaux, qui sont tués à coups de rayon laser. Ces robots sont les Auxiliaires d'Intervention Domestiques Électroniques, les « AIDES ». Le narrateur, Jorgus, commence à se prendre d'affection pour une mouche, avant sa destruction. Puis pour une petite araignée inoffensive et mignonne, elle-aussi tuée par un robot. Alors Jorgus se révolte. Il met hors service tous les robots œuvrant dans son appartement, n'hésitant pas, au passage, à éventrer placards et murs. Lorsqu'il n'y a plus un seul robot-domestique, il va au sous-sol, près des poubelles. Là il recueille une douzaine de cafards, qu'il emmène chez lui.
Pendant quelques jours, il est heureux de constater que ces bêtes sont jolies et se félicite de les avoir installées chez lui. Mais c'est sans compter sur le Ratisseur Polyvalent de service, dit Rat-police, chargé de faire des rondes dans l'immeuble. Ce robot s'empresse, une fois encore, de liquider les petits cafards. En colère contre cet acte, Jorgus balance du 86e étage de l'immeuble le robot, qui s'écrase au sol. Quelques jours après, avoir fait des recherches sur internet, Jorgus a trouvé un homme qui, loin à la campagne, vend toutes sortes d'animaux. Il va voir cet homme et lui achète une petite souris, qu'il appelle Mina. Pendant une dizaine de jours, Jorgus est le plus heureux des hommes, avec sa petite souris qui, remarque-t-il, est assez intelligente.
Mais c'est sans compter sur la Police sanitaire, qui veille… : « Citoyen Jorgus 189.675.342.1007.28, vous avez été reconnu coupable de l'hébergement volontaire et prolongé d'une créature animale de la classe des mammifères et de type Mus musculus, ou souris domestique. Par ce fait, vous contrevenez à l'article 703 de l'arrêté du 31.09.2099 sur l'Assainissement et l'hygiène des lieux publics et privés. La sentence, immédiatement exécutoire sous notre autorité, est la destruction par atomisation de l'objet biologique du délit. ».
Une fois la petite souris massacrée, Jorgus sombre dans la mélancolie. Plusieurs mois après, il retourne voir le vieil homme à la campagne, et lui achète à nouveau un animal. Mais cette fois-ci, cet animal restera totalement caché, hors de portée de tout robot-sonde et de la Police sanitaire : qui trouvera, dans l'intestin de Jorgus, son ami ténia, son ver solitaire ?